# Cheap Queen
Cheap Queen — дебютный студийный альбом американской поп-исполнительницы King Princess. Он был выпущен на принадлежащем Марку Ронсону лейбле Zelig Records и Columbia Records 25 октября 2019 года. Делюкс-издание альбома с пятью дополнительными треками было выпущено 14 февраля 2020 года. King Princess начала тур в поддержку альбома 20 сентября 2019 года.

## Предыстория
Альбом был написан в хронологическом порядке, при этом Микаэла Маллани Страус (выступающая под псевдонимом King Princess) заявила, что назвала альбом Cheap Queen («Королева дешевых вещей») в честь драг-термина, обозначающего королеву, которая «изобретательна, делает что-то из не очень многого». Хотя Страус начала свою карьеру с таких песен, как «1950» и «Pussy Is God», The Guardian отметила, что она заменила эти «квир-поп гимны на сдержанные баллады». Страус объяснила, что звучание альбома возникло, когда она «переживала самый уязвимый год в своей жизни» после популярности «1950», поскольку она была «в состоянии полного стресса и тревоги, и не знала, что делать с собой или со своим телом, а затем ещё и была влюблена».
14 февраля 2020 года Страус выпустил делюкс-издание Cheap Queen, в которое вошли пять новых песен.

## Отзывы
| Совокупная оценка | Совокупная оценка |
| Источник          | Оценка            |
| ----------------- | ----------------- |
| AnyDecentMusic?   | 7.5/10            |
| Metacritic        | 81/100            |
| Оценки критиков   |                   |
| Источник          | Оценка            |
| AllMusic          | [ 2 ]             |
| DIY               | [ 1 ]             |
| Exclaim!          | 8/10              |
| The Guardian      | [ 7 ]             |
| The Irish Times   | [ 12 ]            |
| NME               | [ 13 ]            |
| Pitchfork         | 7.4/10            |
| Q                 | [ 15 ]            |
| Rolling Stone     | [ 16 ]            |
| Uncut             | 8/10              |

Альбом Cheap Queen получил положительные отзывы критиков. На сайте Metacritic, который присваивает средневзвешенную оценку из 100 баллов рецензиям мейнстримных изданий, этот релиз получил средний балл 81, основанный на 13 рецензиях, что свидетельствует о «в целом благоприятных отзывах».
Звучание альбома сравнивали с работами Принса, Моррисси, Ричарда Хоули, Лили Аллен, Мадонны, Лорд, Джеймса Блейка, Робин, Имоджен Хип, Фионы Эппл, Билли Эйлиш, Мэгги Роджерс, Clairo и Дженис Джоплин. Мэтт Коллар из Allmusic высоко оценил то, как Страус исследует темы пола и сексуальности «с негромкой чувственностью, которая сочетает мужскую хип-хоп уверенность с душевной, феминистской точкой зрения». Макс Гейлер из The Line of Best Fit похвалил «эклектичный инструментарий и смелое производство» и «двойной удар» двух заключительных треков альбома, сказав: «King Princess не изобрела поп-музыку заново, но она преодолевает её самые захватывающие пропасти». Эйми Клифф из The Guardian похвалила «фанковую» «Hit the Back», а также голос King Princess, который Клифф описала как «часто близкий в миксе, прижимающийся к вашему уху, негламурный и не приукрашенный».

### Итоговые годовые списки
| Публикация           | Список                            | Ранг |
| -------------------- | --------------------------------- | ---- |
| AllMusic             | Best Pop Albums of 2019           | —    |
| Consequence of Sound | Top 50 Albums of 2019             | 15   |
| GQ Magazine          | The Best Albums of 2019           | —    |
| The Guardian         | The 50 Best Albums of 2019        | 46   |
| The Line of Best Fit | The 50 Best Albums of 2019 Ranked | 38   |
| PopCrush             | 25 Best Pop Albums of 2019        | —    |
| Time                 | The 10 Best Albums of 2019        | 8    |
| Uproxx               | The Best Albums of 2019           | 30   |
| Uproxx               | The 35 Best Pop Albums of 2019    | 9    |
| USA Today            | Best Albums of 2019               | 2    |

## Список композиций
| №                   | Название                                         | Автор(ы)                                                           | Продюсеры                             | Длительность |
| ------------------- | ------------------------------------------------ | ------------------------------------------------------------------ | ------------------------------------- | ------------ |
| 1.                  | «Tough on Myself»                                | Mikaela Straus Nick Long                                           | King Princess Mike Malchicoff         | 3:43         |
| 2.                  | «Useless Phrases»                                | Straus                                                             | King Princess Malchicoff              | 1:16         |
| 3.                  | «Cheap Queen»                                    | Straus Long Амандла Стенберг Билли Холидей Bob Russell Карл Сигман | King Princess Malchicoff              | 2:41         |
| 4.                  | «Ain't Together»                                 | Straus Justin Tranter Long                                         | King Princess Malchicoff              | 3:22         |
| 5.                  | «Do You Wanna See Me Crying?»                    | Straus                                                             | King Princess Malchicoff              | 1:46         |
| 6.                  | «Homegirl»                                       | Straus Long Роми Крофт                                             | King Princess Malchicoff              | 3:01         |
| 7.                  | «Prophet»                                        | Straus Aron Noah Forbes Long Tim Anderson                          | King Princess Tim Anderson Malchicoff | 4:09         |
| 8.                  | «Isabel's Moment» (при участии Tobias Jesso Jr.) | Straus Teo Halm                                                    | King Princess Teo Halm                | 2:13         |
| 9.                  | «Trust Nobody»                                   | Straus Long                                                        | King Princess Malchicoff              | 3:15         |
| 10.                 | «Watching My Phone»                              | Straus                                                             | King Princess Malchicoff              | 3:00         |
| 11.                 | «You Destroyed My Heart»                         | Straus Long                                                        | King Princess Malchicoff              | 3:40         |
| 12.                 | «Hit the Back»                                   | Straus                                                             | King Princess Malchicoff              | 3:23         |
| 13.                 | «If You Think It's Love»                         | Straus Kid Harpoon                                                 | King Princess Kid Harpoon             | 3:23         |
| Общая длительность: | Общая длительность:                              | Общая длительность:                                                | Общая длительность:                   | 38:57        |

| №                   | Название                                 | Автор(ы)                             | Продюсеры                            | Длительность |
| ------------------- | ---------------------------------------- | ------------------------------------ | ------------------------------------ | ------------ |
| 14.                 | «Back of a Cab»                          | Straus Long                          | King Princess Malchicoff             | 3:07         |
| 15.                 | «All Dressed in White»                   | Straus                               | King Princess Malchicoff             | 2:00         |
| 16.                 | «Forget About It» (при участии Banoffee) | Straus Martha Betty Glenn Brown Long | King Princess Malchicoff             | 2:59         |
| 17.                 | «Best Friend»                            | Straus Long                          | King Princess Марк Ронсон Malchicoff | 3:25         |
| 18.                 | «Ohio»                                   | Straus Anderson                      | King Princess Shawn Everett          | 4:53         |
| Общая длительность: | Общая длительность:                      | Общая длительность:                  | Общая длительность:                  | 55:25        |

## Чарты
| Чарт (2019)                            | Высшая позиция |
| -------------------------------------- | -------------- |
| Австралия (ARIA)                       | 41             |
| Великобритания (Physical Albums, OCC)  | 86             |
| США (Billboard Top Heatseekers Albums) | 8              |
| США (Billboard Top Alternative Albums) | 18             |
| США (Top Current Albums, Billboard)    | 88             |